# جيم باتل
جيم باتل (بالإنجليزية: Jim Battle)‏ هو لاعب كرة قاعدة أمريكي، ولد في 26 مارس 1901، وتوفي في 30 سبتمبر 1965.